# Marcos Ana

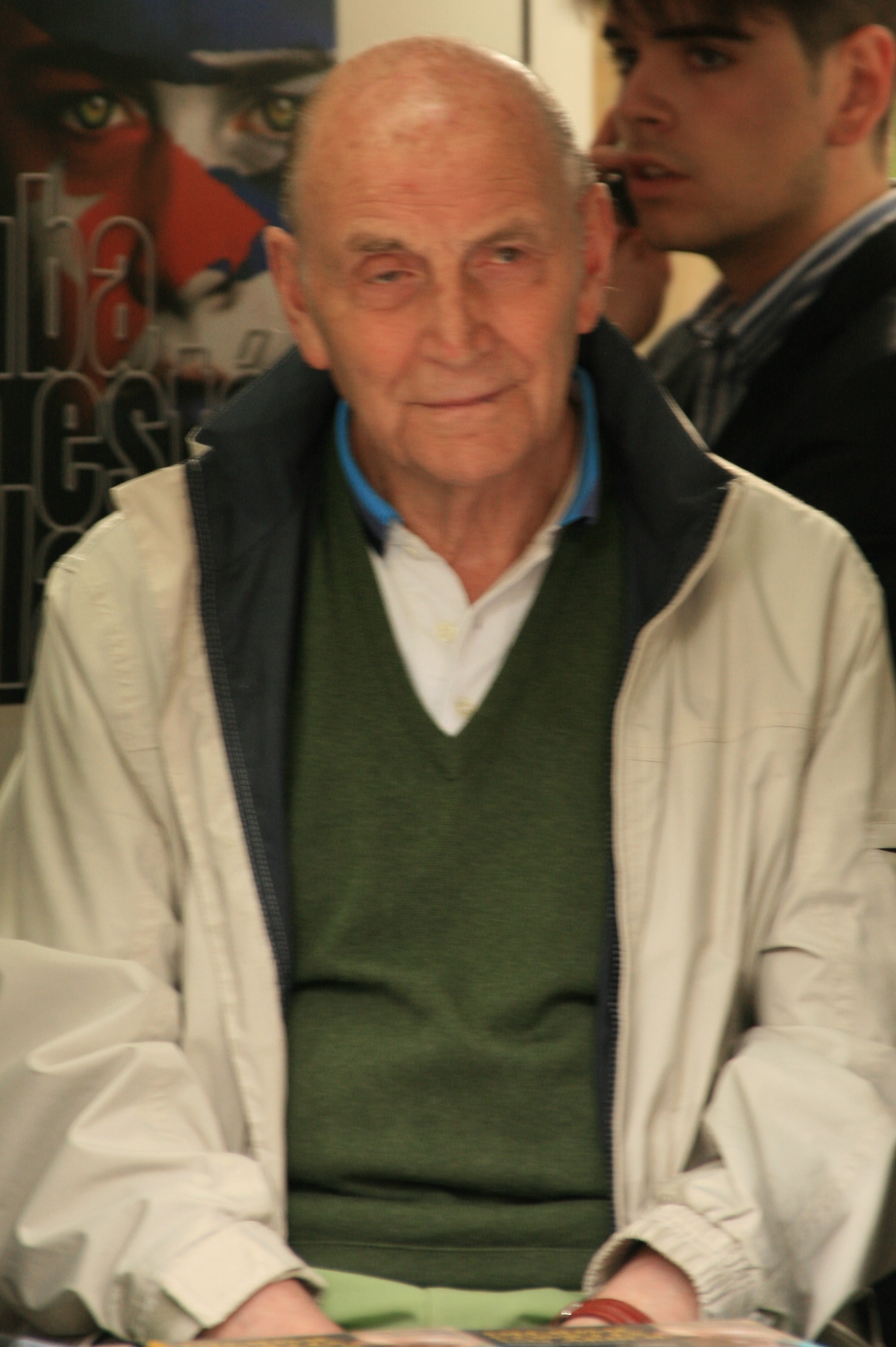
Marcos Ana (2009)

 Marcos Ana, Pseudonym von Fernando Macarro Castillo, (geboren 20. Januar 1920  in Alconada; gestorben 24. November 2016 in Madrid) war ein spanischer Schriftsteller.

## Leben
Macarros Eltern zogen aus einem Dorf bei Salamanca nach Alcalá de Henares bei Madrid. Dort schloss er sich der Jugendorganisation der Spanischen Kommunistischen Partei an und kämpfte im Spanischen Bürgerkrieg auf Seiten der Republikaner gegen die Franco-Putschisten. Zum Ende der Auseinandersetzungen kam er erstmals ins Gefängnis. Er wurde zweimal zum Tode verurteilt. Insgesamt war er ab 1939 fast 23 Jahre in Haft. Durch eine Kampagne von Amnesty International kam er 1962 frei und ging ins Exil nach Frankreich, wo er das Centro de Información y Solidaridad con España (CISE) gründete, in dem Pablo Picasso den Vorsitz hatte. 1976, ein Jahr nach Francos Tod, konnte er nach Spanien zurückkehren.
Macarro begann in der Haft zu schreiben, seine Gedichte wurden aus dem Gefängnis in Burgos geschmuggelt. Er verfasste unter dem Pseudonym Marcos Ana, gebildet aus den Vornamen seiner Eltern, mehrere Bücher, in denen er sich mit seiner Haft auseinandersetzte. 2007 veröffentlichte er seine Autobiografie „Sagt mir, wie ein Baum ist“, für die Pedro Almodóvar sich die Filmrechte sicherte, den Film  allerdings in den Folgejahren nicht verwirklichte.
Er gehörte von 2004 bis 2016 dem Ehrenpräsidium der der Fédération Internationale des Résistants (FIR) an.

## Werke
- Poemas desde la cárcel. Gedichte. 1960 (in Mexiko und Brasilien gedruckt)
- España a tres voces. 1963 (in Argentinien publiziert)
- Las soledades del muro. 1977 (Einsamkeit der Wände).
- Decidme cómo es un árbol, memoria de la prisión y la vida. Autobiografie. Vorwort José Saramago. Tabla Rasa, Barcelona 2007, ISBN 978-84-89367-40-1 (Sagt mit wie ein Baum aussieht, Erinnerungen an eine lebenslange Haft).
- Vale la pena luchar. Espasa, Madrid 2013, ISBN  978-84-670-3980-1  (Autobiografie Es loht sich zu kämpfen).